# Hans Wilhelm Gäb
Hans Wilhelm Gäb (* 31. März 1936 in Düsseldorf; † 13. April 2025 in Frankfurt am Main) war ein deutscher Automobilmanager und Tischtennis-Nationalspieler. Nach dem Ende seiner aktiven Zeit blieb er dem Sport als Sportfunktionär verbunden. Gäb gehörte ab 1999 dem Vorstand der Stiftung Deutsche Sporthilfe an, ab 2009 war er Ehrenvorsitzender des Aufsichtsrats.

## Berufliches/Werdegang
Nach dem Abitur 1956 am Düsseldorfer Görres-Gymnasium folgte ein Studium (Jura/Germanistik) in Köln und Bonn, währenddessen er gleichzeitig in seiner Heimatstadt eine Ausbildung als Journalist und Redakteur abschloss. Nach hauptsächlich journalistischen Tätigkeiten für diverse deutsche Tageszeitungen, zu denen u. a. die Formel-1-Berichterstattung gehörte, gründete Gäb 1968 zusammen mit dem Kölner Hans Günther Lehmann die Auto Zeitung und übernahm die Chefredaktion. Von 1973 bis 1981 arbeitete er – zunächst als Pressesprecher, später als Vorstandsmitglied für Öffentlichkeitsarbeit und Regierungskontakte – für die Ford-Werke AG in Köln. Im Jahr 1982 wechselte er in gleicher Funktion zu Opel nach Rüsselsheim und übernahm 1986 (bis 1998) die Funktion eines Vize-Präsidenten der General Motors Europe AG in Zürich. Von 1987 bis 1998 war Hans Wilhelm Gäb Mitglied des Aufsichtsrates der Adam Opel AG, in den Jahren 1997 und 1998 auch Vorsitzender dieses Gremiums. In den Jahren 1992 bis 1996 koordinierte er für GM und Opel die Behandlung der Lopez-Affaire gegenüber Politik und Medien. Ende 1998 trat er von seiner Funktion als Vorsitzender des Aufsichtsrats der Adam Opel AG aus Protest gegen den geschäftlichen Kurs des Mutterkonzerns GM zurück. Seit 1999 arbeitete er in der Kommunikations-/Marketing-Beratung.

## Sportliches
Hans Wilhelm Gäb zählte zu den besten deutschen Tischtennis-Spielern, wurde zwischen 1958 und 1961 13 Mal in die Tischtennis-Nationalmannschaft berufen und startete schon bei den Weltmeisterschaften 1959 in der Dortmunder Westfalenhalle für Deutschland. Er gewann vier nationale Titel im Doppel mit Horst Langer und Jutta Kruse/Teller sowie diverse Meisterschaften mit seiner Mannschaft Borussia Düsseldorf, die mit 51 nationalen und internationalen Titeln die erfolgreichste Tischtennis-Mannschaft der Welt ist und heute als das „Bayern München“ dieses Sports gilt. Zu den bekanntesten Spielern dieses Vereins, dessen Verwaltungsrat-Vorsitzender Gäb später war, zählten Eberhard Schöler, mit dem zusammen er deutscher Hochschulmeister war, Jörg Roßkopf, Steffen Fetzner und heute Timo Boll, für den Gäb seit Jahren als Berater arbeitete.
Hans Wilhelm Gäb plädierte seit Jahren für Fairness in Sport und Wirtschaft sowie für den respektvollen Umgang der Sponsoren mit Athleten und Institutionen des Sports. Seine eigene Vorstellung vom Fairplay drückte er einmal in dem Satz aus: „Lerne anständig zu verlieren und in Bescheidenheit zu gewinnen“.

### Sportpolitik
Schon früh engagierte sich Hans Wilhelm Gäb über die eigene sportliche Betätigung hinaus für den Sport. Zunächst im Verein Borussia Düsseldorf, später als Präsident des Deutschen Tischtennis-Bundes (DTTB) sowie in Führungspositionen der Stiftung Deutsche Sporthilfe und des Nationalen Olympischen Komitees (NOK). Nicht zuletzt seiner Initiative entsprang das Experiment, jungen Tischtennis-Talenten wie Ralf Wosik, Hans-Joachim Nolten, Jörg Roßkopf und Steffen Fetzner ein professionelles Umfeld für ihren Sport zu bieten und sie durch eine Kooperation zwischen Ausbildungsbetrieb und Tischtennis-Verein bestmöglich zu fördern. Hans Wilhelm Gäb war als Vorstand der Adam Opel AG auch der Initiator des Georg von Opel-Preises für verdiente Sportler und ehrenamtliche Helfer im Sport.
Während seiner Tätigkeit für Opel hat Gäb das Sportsponsorship des Konzerns begründet und die Marke Opel mit Namen wie Bayern München, Steffi Graf oder AC Mailand verbunden, dies immer in dem ausdrücklichen Bestreben, die Unabhängigkeit und Integrität des Sports zu wahren.
2006 wurde Gäb mit dem Olympischen Orden ausgezeichnet. Aus Protest darüber, dass das IOC Russland nach dem aufgedeckten Staatsdoping nicht von den Olympischen Spielen 2016 in Rio ausschloss, gab er den Orden zurück.
Im Februar 2024 beendete Gäb seine operativen Tätigkeiten für den DTTB.

### Funktionen
- 1965 Sportwart des Westdeutschen Tischtennis-Verbandes WTTV
- 1979 Vizepräsident des Deutschen Tischtennis-Bundes
- 1984 (–1998) Initiator und Schirmherr der Opel-Sportsponsorship-Programme (Steffi Graf, FC Bayern München, AC Mailand)
- 1981 (–1994) Präsident des Deutschen Tischtennis-Bundes (ab 1994 Ehrenpräsident)
- 1988 (–1991) Mitglied in Führungsgremien der Deutschen Sporthilfe (stellvertretender Vorsitzender des Vorstands) und des Nationalen Olympischen Komitees (Präsidiumsmitglied)
- 1992 (–1993) Präsident der Europäischen Tischtennis-Union
- 1992 Nominierung zum Chef der Mission der deutschen Olympiamannschaft für Barcelona (Votum aus gesundheitlichen Gründen zurückgegeben)
- 1996 Mitglied Verwaltungsbeirat FC Bayern München
- 1999 erneut Vorstandsmitglied der Stiftung Deutsche Sporthilfe[2]
- 2005 Vorsitzender des Vorstands der Stiftung Deutsche Sporthilfe
- 2005 Präsidiumsmitglied des Nationalen Olympischen Komitees für Deutschland
- 2005 Vorsitzender des Aufsichtsrates der Deutschen Sport-Marketing GmbH
- 2008 Vorsitzender des Aufsichtsrats der Stiftung Deutsche Sporthilfe
- 2009 Ehrenvorsitzender des Aufsichtsrats der Stiftung Deutsche Sporthilfe

## Privat
Gäb war ab 1962 verheiratet mit Hella Gäb. Er hatte einen Sohn, Wolfgang, und eine Tochter, Christiane. Eine lebensbedrohende Erkrankung überstand Hans Wilhelm Gäb nach vierjährigem Warten auf ein Spenderorgan 1994 nur durch eine Lebertransplantation. In der Folgezeit gründete er die Vereine „Sportler für Organspende“ und „Kinderhilfe Organtransplantation e. V.“. In beiden Vereinen setzten und setzen sich prominente Persönlichkeiten aus Sport und Medien für die Idee der Organspende ein, u. a. Franz Beckenbauer, Rosi Mittermaier, Steffi Graf, Reinhold Messner, Günther Jauch, Johannes B. Kerner, Reinhold Beckmann, Michael Schumacher, Franziska van Almsick, Timo Boll, Jürgen Klinsmann und zahlreiche andere Weltmeister und Olympiasieger.
Hans Wilhelm Gäb starb am 13. April 2025 im Alter von 89 Jahren in Frankfurt am Main.

## Erfolge
- Nationale Deutsche Tischtennis-Meisterschaften
  - 1958 1. Platz Herren-Doppel mit Horst Langer
  - 1960 1. Platz Herren-Doppel mit Horst Langer
  - 1961 1. Platz Mixed-Doppel mit Jutta Kruse
  - 1962 1. Platz Mixed-Doppel mit Jutta Teller-Kruse

- Deutsche Mannschaftsmeisterschaften
  - 1961 mit PSV Borussia Düsseldorf
  - 1969 mit PSV Borussia Düsseldorf

- Teilnahme an Tischtennisweltmeisterschaften
  - 1959 in Dortmund - 9. Platz (mit Erich Arndt, Conny Freundorfer, Ernst Gomolla, Dieter Köhler)

- Teilnahme an Tischtennis-Europameisterschaften
  - 1958 in Budapest
  - 1960 in Zagreb

- Deutsche Jugendmeisterschaft
  - 1953 in Mörfelden: 1. Platz Doppel (mit Horst Terbeck)

## Auszeichnungen
- 1990: Sportfunktionär des Jahres
- 1994: Ehrenpräsident des Deutschen Tischtennis-Bundes DTTB
- 1996: Wahl Sportmarketing-Mann des Jahres
- 1996: Verdienstkreuz 1. Klasse der Bundesrepublik Deutschland
- 1998: „Goldene Brücke“ der Deutschen Public Relations-Gesellschaft (DPRG)
- 2004: Ehrenpreis Nordrhein-Westfalen „Lebenswerk im Sport“
- 2005: Laureus Medien Preis „Medienperson des Jahres im Sport“[9][10]
- 2006: Großes Verdienstkreuz der Bundesrepublik Deutschland
- 2006: Aufnahme in „Hall of Fame des Sponsoring“ (Fachverband für Sponsoring)
- 2006: Olympischer Orden des Internationalen Olympischen Komitees (IOC), 2016 zurückgegeben[11]
- 2008: Sponsor’s Ehrenpreis „Lebenswerk im Sport“
- 2008: Januar: „Goldenes Band“ Berliner Sportpresse
- 2008: Deutscher Public Relations Preis „PR-Kopf des Jahres“
- 2009: Deutscher Fundraising-Preis
- 2009: Horizont-Fachverlag „Player des Jahres“- „Lebenswerk im Sport“
- 2009: „Ehrennadel des Sports“ durch DOSB
- 2015: Ehrenmitglied des Europäischen Tischtennisverbandes ETTU[12]
- 2015: Preis für „Integrität“ der deutschen „Werte-Stiftung“
- 2020: Goldene Sportpyramide[13] und damit verbunden die Aufnahme in die Hall of Fame des deutschen Sports

## Turnierergebnisse
| Verband | Veranstaltung       | Jahr | Ort      | Land | Einzel    | Doppel        | Mixed      | Team |
| ------- | ------------------- | ---- | -------- | ---- | --------- | ------------- | ---------- | ---- |
| FRG     | Europameisterschaft | 1962 | Berlin   | FRG  | letzte 16 | Viertelfinale |            |      |
| FRG     | Weltmeisterschaft   | 1959 | Dortmund | FRG  | letzte 64 | letzte 64     | letzte 128 | 9    |